# Charles d'Albret
Charles d'Albret (d. 25. oktober 1415) var to gange connétable de France (rigsstaldmester): fra 1402 til 1411 og fra 1413 til 1415. Titlen var den højeste militære i middelalderens Frankrig, og da den franske kong Karl 6. pga. sindssyge ikke kunne lede sin hær, stod Charles d'Albret og marskal af Frankrig Jean Le Maingre i spidsen for den franske hær i slaget ved Agincourt. Her blev Charles d'Albret dræbt, da en engelsk pil gennemborede hans kyrads.
Han blev født ind i en gammel gasconsk familie som søn af Arnaud Amanieu, greve af Albret, og var som ung mand i tjeneste hos Bertrand du Guesclin. I 1402 blev han udnævnt til connétable de France af Karl 6., men blev frataget hvervet, da det burgundiske parti fik øget indflydelse ved hoffet. Da armagnacpartiet igen blev dominerende i 1413 genindtrådte Charles d’Albret i sin stilling.
Selv om han og marskalen Jean Le Maingre var øverstkommanderende for hæren ved Agincourt, lykkedes det ikke de to professionelle soldater at få fuld kontrol over de høje adelsmænd og riddere i den franske hær. Det var stærkt medvirkende til det franske nederlag.

## Familie
Han blev 27. januar 1400 gift  med Marie de Sully, datter af Louis de Sully, og de fik følgende børn:
- Jeanne d'Albret (1403–1435), gift i 1422 med Jean I af Foix-Grailly, greve af Foix. De var forældre til Gaston 4. af Foix.
- Charles II d'Albret (1407–1471)
- Guillaume d'Albret (d. 1429), herre til Orval
- Jean d'Albret
- Catherine d'Albret, gift med Jean de Montagu (1363–1409), vidame af Laon og illegitim søn af Karl 5. af Frankrig.